# Defenders of the Faith
Defenders of the Faith är heavy metal-bandet Judas Priests nionde studioalbum och utkom i januari 1984. Låtarna på detta album har ett högre tempo än på tidigare album.

## Låtlista
Alla låtar är skrivna och komponerade av Glenn Tipton, Rob Halford och K.K. Downing, om annat inte anges. 
| 1. | Freewheel Burning   | 4:22 |
| 2. | Jawbreaker          | 3:25 |
| 3. | Rock Hard Ride Free | 5:34 |
| 4. | The Sentinel        | 5:04 |

| 5.  | Love Bites                                   | 4:47 |
| 6.  | Eat Me Alive                                 | 3:34 |
| 7.  | Some Heads Are Gonna Roll (Bob Halligan Jr.) | 4:05 |
| 8.  | Night Comes Down                             | 3:58 |
| 9.  | Heavy Duty                                   | 2:25 |
| 10. | Defenders of the Faith                       | 1:30 |

| 11. | Turn On Your Light (Inspelad i samband med inspelningen av Turbo 1985)                            | 5:23 |
| 12. | Heavy Duty/Defenders of the Faith (Inspelad live på Long Beach Arena i Long Beach den 5 maj 1984) | 5:26 |

30th Anniversary Edition – Bonus Live CDs
| 1.  | Love Bites                                   | 5:16 |
| 2.  | Jawbreaker                                   | 3:57 |
| 3.  | Grinder                                      | 4:30 |
| 4.  | Metal Gods                                   | 4:20 |
| 5.  | Breaking the Law                             | 2:57 |
| 6.  | Sinner                                       | 8:11 |
| 7.  | Desert Plains                                | 5:04 |
| 8.  | Some Heads Are Gonna Roll (Bob Halligan Jr.) | 4:30 |
| 9.  | The Sentinel                                 | 6:07 |
| 10. | Rock Hard Ride Free                          | 6:04 |

| 1.  | Night Comes Down                                               | 4:28 |
| 2.  | The Hellion                                                    | 0:39 |
| 3.  | Electric Eye                                                   | 3:33 |
| 4.  | Heavy Duty                                                     | 2:33 |
| 5.  | Defenders of the Faith                                         | 2:37 |
| 6.  | Freewheel Burning                                              | 4:39 |
| 7.  | Victim of Changes (Al Atkins, Downing, Halford, Tipton)        | 9:43 |
| 8.  | The Green Manalishi (With the Two-Pronged Crown) (Peter Green) | 5:46 |
| 9.  | Living After Midnight                                          | 4:50 |
| 10. | Hell Bent For Leather (Tipton)                                 | 5:55 |
| 11. | You've Got Another Thing Comin'                                | 8:51 |

## Medverkande
- Rob Halford – sång
- K.K. Downing – gitarr
- Glenn Tipton – gitarr
- Ian Hill – elbas
- Dave Holland – trummor